# Arlindo Zanini
Arlindo Zanini foi um político brasileiro do estado de Minas Gerais. Foi deputado estadual em Minas Gerais pelo PTB de 1947 a 1951, sendo substituído pelo dep. Joaquim Moreira Júnior nos períodos de 14/3 a 30/11/1949, de 21 a 28/3/1950 e de 6/10 a 6/11/1950.
Arlindo Zanini foi reeleito para a Legislatura de 1951 a 1955, quando foi substituído pelos deputados Euclides Pereira Cintra, nos períodos de 26/3 a 25/5/1952 e de 4/8 a 25/10/1954, e Cyro de Castro Almeida, no período de 2/4 a 3/8/1954.